# Ліснича Олена Анатоліївна
Олена Анатоліївна Ліснича (7 березня 1957, Москва) — українська художниця, графік, книжковий ілюстратор.

## Біографія
Олена Ліснича ниродилася 7 березня 1957 року в Москві. У 1977 році закінчила Харківське державне художнє училище, а у 1982 р. — Харківський художньо-промисловий інститут (викладачі Віктор Ігуменцев, Йосип Карась, Валентин Сизиков).
Відтоді співпрацювала з московськими і харківськими видавництвами. Основні галузі — станкова і книжкова графіка, живопис. З 1984 року учасниця всеукраїнських, всесоюзних, міжнародних мистецьких виставок. Персональні виставки — у Харкові (1992, 2003, 2007—09, 2011, 2014), Джерсі-Сіті (США, 1999), Києві (2002).
Про художницю знято телефільм «Художник Елена Лесничая» (Харківське телебачення, 1997). Деякі роботи зберігаються у Національному музеї «Київська картинна галерея», Харківському художньому музеї та міській художній галереї, Музеї сучасного мистецтва Джерсі-Сіті. 
Член Національної спілки художників України з 1992 року. Пише вірші.

## Твори

### живопис
- «З Новим роком!» (1989),
- «Пошук у тумані», «Двоє» (обидва — 1990),
- «Четверо янголів», «Карнавал» (обидва — 1992),
- «Задумливий король», «Дама» (обидва — 1993),
- «Жіночий портрет» (1995),
- «Мешканці зруйнованого замку» (2002),
- «Автопортрет» (2006),
- «Братання зайців на капустяному полі» (2014).

### ілюстрації
- до збірника «Стихотворения и поэмы» С. Єсеніна (Москва, 2008),
- «Вместе», власної «Алоэ» (Харків, 2008).